# Christina Aistrup Hansen
Christina Aistrup Hansen (geb. 13. August 1984) ist eine ehemalige dänische Krankenpflegerin, die 2017 wegen vierfachen versuchten Mordes an Patienten am Nykøbing Falster Sygehus zu zwölf Jahren Haft verurteilt wurde.

## Leben
Hansen begann im Jahr 2004 ihre Ausbildung zur Krankenpflegerin in Herlev und beendete diese 2009. Anschließend arbeitete sie zunächst in der medizinischen Abteilung M130 des Krankenhauses in Nykøbing Falster und ab 2012 in der dortigen Notaufnahme. Ihre Kollegen beschrieben sie rückblickend als fachlich kompetent, aber auch als polarisierende Persönlichkeit.

## Taten
Im Februar 2015 äußerte ihre Kollegin Pernille Kurzmann Larsen erstmals den Verdacht, dass Christina Aistrup Hansen Patienten mit überdosierter Medikation gezielt schädige. Anlass waren ungewöhnlich viele kritische Zwischenfälle während Hansens Nachtschichten, ihre widersprüchlichen Aussagen und ein Hang zu dramatisierendem Verhalten. Larsen sprach mit ihrem Lebenspartner, dem Oberarzt Niels Akilles Lundén, über ihre Beobachtungen. Dieser war zunächst skeptisch, beschloss aber nach Durchsicht mehrerer Patientenakten, der Sache nachzugehen.
In der Nacht vom 28. Februar auf den 1. März 2015 starben zwei Patienten – Anna Lise Poulsen und Viggo Holm Petersen – während Hansens Schicht. Eine weitere Patientin, Maggi Margrethe Rasmussen, erlitt beinahe einen Herzstillstand, konnte aber durch Gabe eines Antidots gerettet werden. Pernille Larsen beobachtete Hansen in dieser Nacht mehrfach mit Spritzen, fand verdächtige Pulverreste und bemerkte fehlende Medikamente im Vorratsraum. Kurz vor Schichtende informierte Oberarzt Lundén die Polizei.

## Festnahme und Anklage
Christina Aistrup Hansen wurde am 1. März 2015 festgenommen und am Folgetag in Untersuchungshaft genommen. Sie blieb bis zur Hauptverhandlung in Haft. Die Staatsanwaltschaft erhob Anklage wegen dreifachen Mordes und eines Mordversuchs sowie zahlreicher weiterer Delikte, darunter Medikamentendiebstahl, unerlaubte Medikamentenverabreichung an ihre Tochter und Verstöße gegen das Berufsgesetz.

## Gerichtsverfahren
Am 24. Juni 2016 verurteilte das Stadtgericht in Nykøbing Falster Hansen zu lebenslanger Freiheitsstrafe wegen dreifachen Mordes und versuchten Mordes. Außerdem wurde ihr die Ausübung pflegerischer Tätigkeiten dauerhaft untersagt, sie musste Entschädigungen an Hinterbliebene zahlen und sämtliche Prozesskosten tragen. Ihre Verteidigung führte aus, dass die betroffenen Patienten bereits schwer krank gewesen seien und sprach von Rufmord durch Kollegen.
Die Verteidigung legte Berufung gegen das Urteil ein. Im Berufungsverfahren im Jahr 2017 wurden neue Gutachten des Rechtsmedizinischen Rates eingebracht, die Zweifel an einem eindeutigen Kausalzusammenhang zwischen Medikamentengaben und Todesfällen aufwarfen. Das Gericht sah die Todeseintritte nicht zweifelsfrei als Folge der Medikamentengabe an und sprach Hansen vom Vorwurf des Mordes frei, befand sie jedoch in allen vier Fällen des versuchten Mordes für schuldig. Am 18. Mai 2017 wurde sie zu zwölf Jahren Haft verurteilt.

## Motive
Eine psychologische Begutachtung stellte bei Christina Aistrup Hansen eine histrionische Persönlichkeitsstörung fest, die durch Egomanie, Oberflächlichkeit und ein ausgeprägtes Bedürfnis nach Aufmerksamkeit geprägt ist. Die Staatsanwaltschaft sah darin das Hauptmotiv für ihre Taten: eine krankhafte Suche nach Drama und Anerkennung. Die Angeklagte bestritt alle Vorwürfe und machte Neid und Gerüchte am Arbeitsplatz für die Anschuldigungen verantwortlich.

## Mediale Rezeption
Der Fall erlangte in Dänemark sehr hohe mediale Aufmerksamkeit und wurde landesweit als „Krankenschwesterkausa“ (dänisch Sygeplejerskesagen) bekannt.
Im Jahr 2019 veröffentlichte der Journalist Kristian Corfixen das Buch Sygeplejersken – En af Danmarkshistoriens mest spektakulære drabssager.
Im Jahr 2023 veröffentlichte Netflix unter dem Titel Die Krankenschwester (dänisch Sygeplejersken) eine auf Corfixens Buch basierende Serie über den Fall, welche die Geschichte aus Sicht der Hinweisgeberin Pernille Larsen erzählt. Die Serie blieb weitgehend faktengetreu, änderte aber aus dramaturgischen Gründen einzelne Details. Der Krankenhausleiter von Nykøbing Falster kritisierte die Serie mit Blick auf die Belastung für Angehörige und Personal, begrüßte jedoch die Diskussion über die Geschehnisse.